# Panorpa turcica
Panorpa turcica är en näbbsländeart som beskrevs av Rainer Willmann 1975. Panorpa turcica ingår i släktet Panorpa och familjen skorpionsländor. Inga underarter finns listade i Catalogue of Life.